# Бегентримониум хлорид
Хлорид бегентримониума (бегентримониум хлорид, англ. behentrimonium chloride), докозилтриметиламмония хлорид, англ. docosyltrimethylammonium chloride, BTAC-228 — органическое химическое соединение, используемое в косметических средствах. Обладает антистатическим, антисептическим и кондиционирующим действием. Относится к четвертичным аммониевым (аммонийным) соединениям.

## Физические свойства
Твёрдое вещество жёлтого цвета консистенции воска плотностью 900 кг/м³, молекулярная масса 404,16.
В готовом продукте обычно содержится 77-84 % твёрдого вещества, остальное — изопропанол.
Плавится в воде при 70-75 °C, в масляной фазе при 68-70 °C.
Растворяется в воде, спирте и маслах при температуре 60-85 градусов.

## Химические свойства
Хлорид бегентримониума является катионным ПАВ.
Это четвертичное аммониевое соединение, сульфат.
pH от 5 до 7 у 1 % раствора при 20 °C.
Варианты химических названий:
- C22-алкилтриметиламмония хлорид
- бегенилтриметиламмония хлорид
- 1-docosanaminium,N,N,N-trimethyl-chloride
- N,N,N-trimethyl-1-docosanaminium chloride

## Биологические свойства
Хлорид бегентримониума, как и все простые четвертичные аммониевые соединения, не разлагается в природной среде.
Допустимая концентрация в смываемых средствах для ухода за волосами, регламентированная в Европейском союзе, не более 5 % хлорида бегентримониума, в несмываемых средствах для волос и в кремах для кожи — не более 3 %.
Хлорид бегентримониума в используемых в косметических средствах концентрациях сенсибилизирующего и раздражающего действия на кожу не оказывает. В высокой концентрации (80 %) при длительном воздействии может вызывать раздражение, в эксперименте с морскими свинками на месте постоянного контакта вещества с кожей за сутки приблизительно у каждого двадцатого животного появлялась эритема.
По данным на 2006 год, о раздражающем действии высоких концентраций хлорида бегентримониума на кожу человека нет достоверных данных, кратковременный контакт (3 минуты) не оказывал видимого действия. Мутагенной активности не имеет, хотя проведённые исследования не соответствуют современным протоколам. Раствор концентрацией 3,4 % при попадании на кожу не вызывает аллергическую реакцию. При попадании в глаза 8 % раствор вызывает серьёзные повреждения, 5 % раствор — раздражение, проходящее без медицинской помощи, 3 % раствор — лёгкое раздражение. О токсическом воздействии при приёме внутрь нет данных.

## Получение
Хлористый бегентримониум производится из рапсового масла.

## Применение
Хлорид бегентримониума действует как антистатик, капиллярный кондиционер и консервант. Наряду и совместно с хлоридом цетримониума он используется в косметических средствах в качестве антистатика и консерванта, входит в состав средств для волос и кондиционеров для белья. В средствах для волос он применяется для придания волосам гладкости с целью облегчить расчёсывание. Он разглаживает волос, поскольку обладает эмульгирующим и кондиционирующим действием.
Присутствует в наносимых после шампуня средствах для волос, в масках для волос, в средствах ухода за капиллярами, в красках для волос, в молочке и сливках для тела.
В Европейском союзе хлорид бегентримониума разрешён для использования в смываемых косметических средствах для очистки волос и лица (шампуни, кондиционеры, средства для умывания и другие), в несмываемых косметичесикх средствах для волос и волосяных покровов лица («сухие» маски, кондиционеры, бальзамы и другое), а также в несмываемых косметических средствах для лица (кремы и подобные средства).